# Spilarctia xanthosoma
Spilarctia xanthosoma là một loài bướm đêm thuộc phân họ Arctiinae, họ Erebidae.